# Nizjnij Novgorods tunnelbana

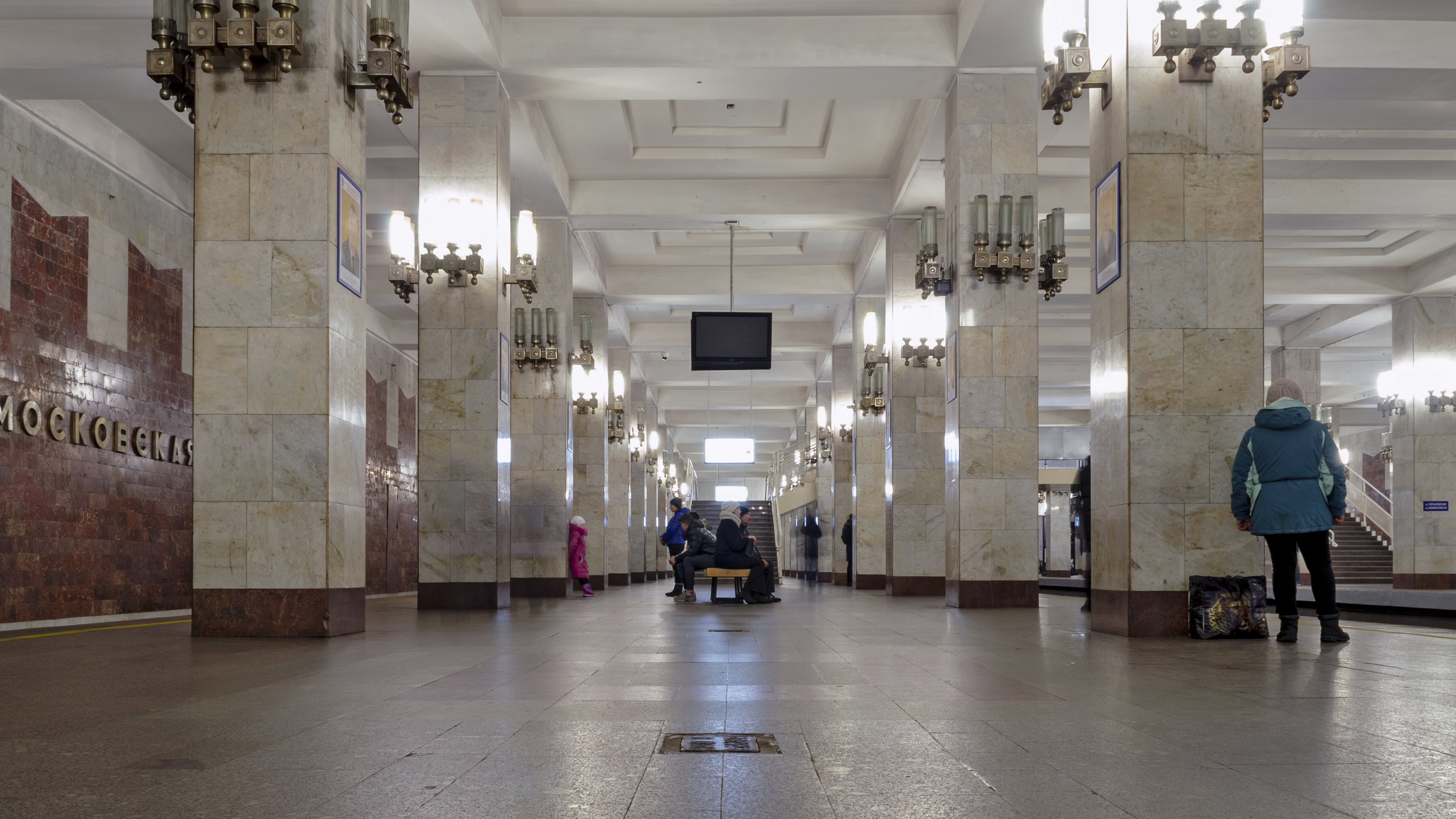
Moskovskaja station

Nizjnij Novgorods tunnelbana (ryska: Нижегородский метрополитен) är det tredje tunnelbanesystemet i Ryssland, beläget i staden Nizjnij Novgorod. Planerna för tunnelbanan lades fram under 1970-talet och den första stationen började byggas den 17 december 1977 på Leninskaja station.
Systemet har 15 stationer som går 22 kilometer runt staden. Varje dag används systemet av omkring 271 890 passagerare. Systemet består av två linjer, men är egentligen endast en linje som ibland förlängs västerut. Tågen växlar mellan de två linjerna på Moskovskaja station, nära stadens järnvägsstation. Hösten 2012 öppnades stationen Gorkovskaja som är den första på den östra sidan av floden Uka.

## Linjer och stationer
| Nr | Namn                                       | Öppnad | Längd   | Stationer |
| -- | ------------------------------------------ | ------ | ------- | --------- |
|    | Avtozavodskajalinjen (Автозаводская линия) | 1985   | 14,9 km | 11        |
|    | Sormovskajalinjen (Сормовская линия)       | 1993   | 7,1 km  | 5         |
|    | Totalt:                                    |        | 22 km   | 15        |

| - Gorkovskaja - öppnad 2012 - Moskovskaja - öppnad 1985 - Tjkalovskaja - öppnad 1985 - Leninskaja - öppnad 1985 - Zaretjnaja - öppnad 1985 - Dvigatel Revoljutsii - öppnad 1985 - Proletarskaja - öppnad 1985 - Avtozovodskaja - öppnad 1987 - Kosmoloskaja - öppnad 1987 - Kirovskaja - öppnad 1989 - Park Kultury - öppnad 1989 | - Strelka - öppnad 2018 - Moskovskaja - öppnad 1985 - Kanavinskaja - öppnad 1993 - Burnakovskaja - öppnad 1993 - Burevestnik - öppnad 2002 |